# Encrasicholina heteroloba
Encrasicholina heteroloba är en fiskart som först beskrevs av Ruppell, 1837.  Encrasicholina heteroloba ingår i släktet Encrasicholina och familjen Engraulidae. Inga underarter finns listade i Catalogue of Life.